# Mimochariergus carbonelli
Mimochariergus carbonelli là một loài bọ cánh cứng trong họ Cerambycidae.